# واسیلی گوردوف
واسیلی گوردوف (انگلیسی: Vasily Gordov؛ ۱۲ دسامبر ۱۸۹۶ – ۲۴ اوت ۱۹۵۰) سرهنگ ژنرال در نیروهای زمینی شوروی و قهرمان اتحاد شوروی بود.
وی همچنین برندهٔ جوایزی همچون نشان لنین، نشان پرچم سرخ، مدال آزادسازی پراگ، مدال تسخیر برلین، قهرمان اتحاد شوروی، مدال دفاع از مسکو، و مدال دفاع از استالینگراد شده‌است.